# شهریارک‌های طوقی
شهریارک‌های طوقی (نام علمی: Arses) نام یک سرده از خانواده مگس‌گیر شهریار است.